# Fehér mecset (Berat)
A Fehér mecset (albán Xhamia e Bardhë) a 15. században épült, mára csak romjaiban látható muszlim mecset az albániai Berat 2008 óta világörökségi védelmet élvező történelmi városrészében, a várnegyed délnyugati részén, a belső vár északi szegletében.
A Vörös mecset után Berat második legrégebbi mecsetje, amelyet az 1417. évi török hódoltságot követően építettek a török helyőrség katonái számára. Eredeti elnevezése Fatih-mecset (Xhamia e Fatihut) volt, amely az 1451 és 1481 között uralkodó II. (Hódító) Mehmed melléknevére utal (török Fatih, a. m. ’Hódító’), s ez az építés feltételezhető időszakát is kijelöli. A mecset ma ismert nevét fehér mészkőfalazatáról kapta. Mára csak romjaiban látható, az imacsarnok, illetve a minaret falai mintegy 2 méteres magasságban maradtak fenn. 1961-ben államilag védett műemlék lett.